# Split (serie televisiva)
Split (in ebraico חֲצוּיָה‎?, Hatsuya) è una serie televisiva israeliana trasmessa su HOT VOD Young dal 28 maggio 2009 al 31 gennaio 2012. La terza stagione è una serie nella serie che racconta la storia degli attori impegnati nelle riprese della seconda stagione di Split. La serie è stata venduta in 35 paesi in tutto il mondo.
In Italia la prima stagione è stata mandata in onda su Rai Gulp dal 28 gennaio 2013 al 27 febbraio 2013, mentre la seconda dal 2 aprile 2013 al 2 maggio 2013 su LA7. La terza stagione è andata in onda dal 5 maggio 2014 al 3 febbraio 2016 in orario notturno su Rete 4.

## Trama

### Prima stagione
La quindicenne Ella Rozen scopre di essere stata adottata e di essere una Split, cioè metà umana e metà vampira. Il suo destino è diventare il Profeta dei Vampiri, la guida spirituale il cui compito è evitare la guerra tra i non morti e gli umani promossa dall'Ordine del Sangue, un'associazione segreta guidata da Amnon Green, preside della Green School High, che vuole eliminare tutti i vampiri. Mentre Ella è combattuta tra l'amore di Omer, l'amico di sempre, e l'affascinante e misterioso Leo, vampiro di seicento anni con il compito di proteggerla, la morte improvvisa del profeta Ardak la porta ad assumere il suo ruolo per evitare la guerra. Phaton, fratello di Ella e Ardak, cerca ad ogni costo di diventare profeta al posto della sorella e fa allontanare Ella e Leo riportando in città una ex del vampiro, Carmel, che vuole vendicarsi di lui perché duecento anni prima l'aveva denunciata al Consiglio dei vampiri per aver bevuto sangue umano. Per attuare la sua vendetta Carmel trasforma Guy, il fratellastro di Ella, in un vampiro per ordine di Phaton e cancella la memoria ad Amnon Green: il posto di capo dell'Ordine del Sangue viene così assunto da sua figlia Zohar Green, mentre Ella trova la fonte del Dollbar, sangue sintetico che riesce a calmare la sete di sangue dei vampiri, custodita da Dima, un insegnante di scherma alla Green School High.
L'esistenza dei vampiri viene infine rivelata a tutta la scuola ed Ella presentata come nuovo Profeta di fronte ad entrambe le specie, umana e vampira. Amnon, che ha intanto recuperato la memoria, cerca di uccidere Ella, ma non lo fa quando la ragazza gli mostra, tramite una visione, che sua figlia Zohar morirà se non fermerà la guerra contro i vampiri. L'uomo accetta di siglare la pace, mentre Ella sceglie di stare con Omer.

### Seconda stagione
Comincia un nuovo anno scolastico alla Green School ed Ella, diventata la nuova Profetessa dei vampiri, decide di non isolarsi per sempre nel Tempio e cancellare i ricordi della sua vita da umana alle persone che l'hanno conosciuta, ma di vivere la sua vita da adolescente. Nel frattempo, Dima trova il corpo di Lilith, regina dei demoni uccisa da Ardak mille anni prima. Lo scopo di questi ultimi è rubare le anime ai vampiri e con esse creare una pietra in grado di riportare Lilith in vita. A causa di un terremoto, una delle uova si rompe e da essa esce un ragazzo, Adam, che s'iscrive alla Green School. Sentendo che in lui c'è qualcosa di diverso, Ella decide di prenderlo sotto la sua ala protettrice, mentre Dima, che serve i demoni, chiede ad Adam di conquistare la fiducia della Profetessa in modo che, una volta arrivato il momento, Ella accetti di riportare in vita Lilith con i suoi poteri.
Mentre Leo cerca di far capire ad Ella che è lui il suo vero amore, Adam rivela ad Ella la sua vera identità e lei decide di proteggerlo nonostante sia un demone. Quando i vampiri lo scoprono, cercano di ucciderlo e la ragazza riporta così in vita Lilith per avere il suo aiuto nel proteggerlo. La regina, però, bacia Leo, uccidendolo e iniziando a creare una nuova specie di creature, metà vampiro e metà demone. Mentre Leo viene riportato in vita da Dima, Adam assorbe l'anima di Lilith, morendo, e tutta la progenie della regina dei demoni viene uccisa dagli sforzi congiunti di vampiri e umani; tuttavia, un demone riesce a sopravvivere.

### Terza stagione
Durante le riprese della seconda stagione di Split, Amit comincia a credere di essere tormentata dai fantasmi e Yon, confuso, la lascia e decide di accettare la parte del protagonista in un film all'estero. Ruby entra così nella serie per interpretare Leo al posto di Yon, ma viene ucciso in un incidente stradale e un essere soprannaturale di nome Echo s'impossessa del suo corpo. Amit, innamoratasi di Ruby, comincia a uscire con lui non sapendo che in realtà si tratta di Echo. Nel frattempo, Yon inizia a ricevere dei segnali dal fantasma di Ruby, che cerca d'informarlo su Echo: torna così in Israele, dove chiede l'aiuto di Gaby per allontanare lo spirito.

## Episodi
| Stagione         | Episodi | Prima TV Israele | Prima TV Italia |
| ---------------- | ------- | ---------------- | --------------- |
| Prima stagione   | 45      | 2009             | 2013            |
| Seconda stagione | 45      | 2010             | 2013            |
| Terza stagione   | 45      | 2011-2012        | 2014            |

## Personaggi

### Personaggi principali
- Ella Rozen (stagioni 1-2), interpretata da Amit Farkash.
La protagonista, è una quindicenne timida convinta che nessuno la capisca. È una Split, il cui nome di nascita è in realtà Dinmor, figlia dell'umana Anna e del vampiro Tevel, sorella del Profeta Ardak e di Phaton. È stata cresciuta dagli umani Sara e Michael Rozen, e ha un fratellastro, Guy. È destinata a ereditare il ruolo di Profetessa dopo Ardak. Dato che la fonte del Dollbar si è prosciugata, fa in modo che gli umani donino il sangue ai vampiri perché possano vivere insieme. Nella seconda stagione viene ingannata da Adam,con un incantesimo, poiché lui le ha dato una pietra con l'anima di un vampiro, con la scusa di riuscire a farle avere una visione. Dopo aver riportato in vita Lilith, le presta i suoi poteri per creare un mondo senza vampiri e demoni. Nella seconda stagione si fidanzerà con Leo.
- Leo Zachs (stagioni 1-2), interpretato da Yon Tumarkin.
È un vampiro di seicento anni con l'aspetto di un adolescente. Ha ricevuto l'incarico di tenere Ella sotto sorveglianza e rivelarle la sua natura di Split. All'inizio non gli piacciono gli umani, ma poi comincia a comprenderli e s'innamora di Ella. Durante la seconda stagione apre lo scrigno del sangue perché crede che sia l'unico modo per eliminare i demoni. Per via di un inganno di Amnon, bacia Lilith. Viene riportato in vita da Dima e non accetta che qualcuno sia più forte di lui o lo batta.
- Omer Teneh (stagioni 1-2), interpretato da Yedidya Vital.
Il migliore amico di Ella, è il primo a scoprire che Leo è un vampiro e inizialmente cerca di combatterlo. È innamorato di Ella e lavora in un negozio di giochi per computer, gestito dal misterioso Rafael. Nella seconda serie crede che Leo abbia ucciso Rafael e vuole ripristinare l'Ordine del Sangue con Andre Fooks e Tamar Biran. Nella seconda stagione s'innamora di Nicky.
- Adam (stagione 2), interpretato da Lee Biran.
Compare nella seconda stagione ed è un demone liberato nel corso di un terremoto. Inizialmente non conosce la sua identità, che gli viene però rivelata da Dima. Riesce a mettere in conflitto gli umani e i vampiri per distoglierli dai demoni. Pur essendo figlio di Lilith, alla fine la uccide per salvare Ella.
- Zohar Green (stagioni 1-2), interpretata da Maya Shoef.
È la figlia di Timna Kagan e Amnon Green, preside della Green School; è l'unica ragazza nel club di scherma della scuola e detiene inoltre il titolo di campionessa statale. Quando suo padre perde la memoria, diventa il nuovo capo dell'Ordine del Sangue, che causa conflitti con il suo ragazzo, Guy, da poco trasformato in vampiro. Nella seconda serie si lascia con Guy perché ha cercato di morderlo durante la notte del brindisi.
- Guy Rozen (stagioni 1-2), interpretato da Avi Cornick.
Il fratellastro di Ella, si comporta con lei come un fratello maggiore anche se è più giovane. Uno dei ragazzi più popolari della scuola, è innamorato di Zohar e fa parte del club di scherma. Nel corso della serie viene morso da Nicky, posseduta dalla vampira Carmel, che lo trasforma in vampiro.
- Moshe "Sushi" Arieli (stagione 1), interpretato da Idan Ashkenazi.
Il bullo della scuola, è il migliore amico di Zohar fin dall'asilo e fa parte del club di scherma. Nel corso della serie fa amicizia con Guy e s'innamora di Zohar, creando un triangolo, ma alla fine si mette con Nicky.
- Nurit "Nicky" Shilon (stagioni 1-2), interpretata da Anna Zaikin.
Una ragazza studiosa che fa amicizia con Ella, non ha paura di dire sempre la verità, per quanto a volte possa essere brutta. Nel corso della serie, Phaton aiuta Carmel, una vampira imprigionata in uno specchio, a impossessarsi del corpo di Nicky per distrarre Leo dalla sua missione di proteggere Ella e prepararla al suo ruolo di Profetessa; Carmel viene però rinchiusa nuovamente da Leo e Nicky si fidanza con Sushi.
- Rubino "Ruby" (stagione 3), interpretato da Maor Schwietzer.

### Personaggi secondari
- Ardak (stagione 1), interpretato da Yussuf Abu-Warda.
Il Profeta, è il fratello biologico di Ella e Phaton. Viene ucciso per sbaglio dai membri del Consiglio dei Vampiri che stavano inseguendo Leo. Mille anni fa uccise Lilith e i demoni per salvare i vampiri.
- Phaton (stagione 1), interpretato da Shmil Ben Ari.
Fratello biologico di Ardak ed Ella, stava per essere incoronato Profeta quando una visione di Ardak ha rivelato che la vera erede era Ella. Di natura impaziente, per poter diventare Profeta al posto di Ella comincia a liberare i vampiri prigionieri negli specchi, tra i quali Carmel, e a uccidere i membri del Consiglio dei Vampiri. Viene infine eliminato da Dima per salvare Ella.
- Rafael (stagioni 1-2), interpretato da Meir Suissa.
Un uomo interessato al soprannaturale, come i vampiri, i troll e gli alieni, aiuta Omer a gestire questo nuovo mondo dandogli dei consigli. Crede di essere stato rapito dagli alieni. È il primo a scoprire che Adam è un demone, perciò viene ucciso da Dima.
- Amnon Green (stagioni 1-2), interpretato da Alex Ansky.
Preside della Green School fondata da suo nonno Arthur e padre di Zohar, è testardo e duro di cuore. Il capo dell'Ordine del Sangue, un'associazione che mira ad eliminare tutti i vampiri creata nell'anno mille da Agememnón Green-Wood, dopo che la sua memoria è stata cancellata più volte dai vampiri viene colpito da un'amnesia totale. Verso la fine della seconda serie fa baciare Leo e Lilith credendo che così salverà gli umani.
- Dimitrius "Dima" Golton (stagioni 1-2), interpretato da Israel Damidov.
L'insegnante di scherma della scuola, è il guardiano della fonte del Dollbar e un fidato servitore di Lilith, della quale è innamorato, ma alla fine passa dalla parte dei vampiri e degli umani perché capisce che Lilith lo ha ingannato.
- Tamar Biran (stagioni 1-2), interpretata da Eliana Bekier.
Un membro di alto livello all'interno dell'Ordine del Sangue, odia i vampiri perché crede che uno di loro abbia ucciso i suoi genitori quando lei era piccola. Alla fine della prima stagione scopre che in realtà i genitori sono morti nel corso di uno scontro a fuoco tra vampiri e umani, durante il quale un non morto l'ha salvata.
- Sara Rozen (stagioni 1-2), interpretata da Rona Lipaz-Michael.
La madre di Guy ed Ella, è l'infermiera della scuola.
- Michael Rozen (stagioni 1-2), interpretato da Yoav Hait.
Il padre di Guy e il padre adottivo di Ella, è l'insegnante di scienze della scuola. Nell'ultimo episodio della seconda stagione riesce a creare un surrogato del sangue.
- Shahar Fooks (stagioni 1-2), interpretato da Danny Leshman.
Un ragazzo studioso, all'inizio della serie viene morso da un vampiro e ucciso, ma torna in vita grazie ad Ardak. In seguito viene posseduto dal crudele vampiro Hector ed è un genio dei computer. Durante la seconda stagione ruba e nasconde lo scrigno del sangue, ma, dato che Guy lo cancella, non si ricorda più dove lo ha messo, perciò Leo entra nel suo corpo per trovare lo scrigno.
- Andre Fooks (stagione 2), interpretato da Frank Gil.
Vecchio amico di Amnon e padre di Shahar, conosce l'esistenza dei vampiri e dell'Ordine del Sangue. Un tempo braccio destro di Amnon, ha passato dieci anni all'estero. Possiede lo Scrigno del Sangue e si trasforma in un vampiro a causa di un morso di Carmel e Guy.
- Lana (stagione 1), interpretata da Tal Talmon.
Un membro del Consiglio dei vampiri, uccide accidentalmente Ardak al posto di Leo. Viene uccisa da Sara, ma resuscitata da Ella.
- Jamon (stagioni 1-2), interpretato da Sharon Alexander.
Un membro del Consiglio dei vampiri, aiuta Guy quando viene trasformato.
- Ethos (stagioni 1-2), interpretato da Tomer Sharon.
Un membro del Consiglio dei vampiri, viene mandato da Phaton a seguire Leo. Viene rinchiuso in uno specchio da Omer, che viene rotto da Phaton, uccidendolo. Durante la seconda stagione s'innamora di Lucy.
- Carmel (stagioni 1-2), interpretata da Agam Rodberg.
Una ex di Leo, è una vampira che s'impossessa del corpo di Niki. Dopo essere stata riportata in vita da Ella, aiuta Guy nella sua nuova vita da vampiro.
- Lilith (stagione 2), interpretata da Yana Gur.
La regina dei demoni, è avvolta in un sonno eterno da quando Ardak l'ha pugnalata mille anni prima. Manda i demoni suoi figli ad assorbire le anime dei vampiri, grazie alle quali può creare delle pietre in grado di generare altri demoni. Viene risvegliata da Ella e bacia Leo, creando così una razza metà demone e metà vampiro, in grado di uccidere tutte le altre razze; alla fine viene uccisa da Adam per salvare Ella.
- Lucy (stagione 2), interpretata da Noa Wolman.
L'aiutante di Andre, è un genio dei computer e s'innamora di Ethos.
- Saturn Anchovy (stagione 2), interpretato da Gal Lev.
È un nuovo alunno della Green School che si sente attratto da Niki. Viene soprannominato "acciuga".
- Israel Cole (stagione 2), interpretato da Amir Fay Guttman.
È un giornalista.

## Mitologia
Split
Gli split (o mezzosangue) sono esseri nati da un essere umano e un vampiro che connettono i due mondi. Tra loro è presente il Prescelto dal Sangue, ovvero il Profeta in grado di comunicare con gli umani e i vampiri allo stesso tempo, che funge da capo spirituale dei vampiri e del quale può essercene solo uno alla volta.
Vampiro
Ne esistono due tipi, quelli nati vampiri e quelli nati umani e poi morsi. Affascinanti e molto intelligenti, per sopravvivere devono bere sangue umano o un surrogato sintetico e hanno punti di forza e di debolezza, anche se alcuni di loro non hanno speciali capacità vampiresche e sono quindi definiti "congelati". Possono cancellare porzioni della memoria di una persona, correre molto più veloce dei mortali, leggere nel pensiero di esseri umani e vampiri, sentire la presenza dei loro simili; hanno inoltre una forza inumana e sono dotati dell'immortalità e dell'eterna giovinezza. Hanno anche molti punti deboli: un coltello d'argento nel cuore li uccide; l'aglio li soffoca; il riso li costringe a fermarsi per contarne i granelli; il sale brucia la loro pelle; un tipo di specchi possono imprigionare la loro anima; l'acqua li indebolisce. Inoltre, possono morire di cuore spezzato e degli speciali fiori, i gigli di sangue, appassiscono vicino a loro, rivelando la loro presenza a un umano accorto. I vampiri sono governati dal Consiglio, che decide le pene per chi trasgredisce le leggi.
Demone
Non-umani con speciali poteri e debolezze, odiano i vampiri e la loro natura è assorbirne le anime, cosa che riescono a fare con la sola vicinanza, ma possono prendere le anime di qualunque altra creatura: con le anime dei vampiri raccolte creano una pietra piena di energia che Lilith usa per creare nuovi demoni. Si riproducono con un bacio sulla bocca.